# Королевство Гаити
Королевство Гаити (фр. Royaume d'Haïti, гаит. креол. Wayòm Ayiti) — монархическое государство, существовавшее на территории северо-западной части острова Гаити с 1811 по 1820 год.

## История

### Основание
28 марта 1811 года президент государства Гаити Анри Кристоф провозгласил Гаити королевством, а себя — королём Анри (Генрихом) I. Ввиду того, что после убийства императора Жан-Жака Дессалина страна раскололась надвое, король контролировал лишь северную часть Гаити, в то время, как на юге находилась республика Гаити. 2 июня состоялась торжественная церемония коронации монарха: священник водрузил на голову Кристофа золотую корону и вручил ему скипетр, также сделанный из золота.

### Политика Анри I
За девять лет своего правления Анри I построил 6 замков, 8 дворцов (в том числе дворец Сан-Суси и цитадель Лаферьер, построенную для защиты королевства от возможного вторжения французов). Силами короля были также созданы полиция и регулярная армия Гаити, предназначенные для поддержания порядка, принята конституция.
Кроме всего прочего, король уделил внимание формированию дворянского сословия в государстве из представителей коренного населения. 8 апреля 1811 года был издан эдикт, возводящий ряд лиц в дворянское сословие и определяющий их гербы. 4 человека получили титул князя, 8 — герцога, 22 — графа, 37 — барона и 14 — шевалье.

### Ликвидация
Перенеся инсульт и потеряв поддержку среди гаитян из-за своего авторитарного стиля руководства, 8 октября 1820 года Анри I покончил с собой и был захоронен в построенной им цитадели Лаферьер. Его сын и наследник Жак-Виктор Анри был убит революционерами спустя 10 дней после гибели отца. После этого территория королевства присоединилась к югу Гаити, войдя в состав республики.